# أنسيلمو باردو ألكيد
أنسيلمو باردو ألكيد (بالإسبانية: Anselmo Pardo Alcaide)‏ هو عالم حشرات إسباني، ولد في 1913 في مليلية في إسبانيا، وتوفي في 1977 في قرطبة في إسبانيا.